# Commercial Point, Ohio
Commercial Point là một làng thuộc quận Pickaway, tiểu bang Ohio, Hoa Kỳ. Năm 2010, dân số của làng này là 1582 người.

## Dân số
- Dân số năm 2000: 776 người.
- Dân số năm 2010: 1582 người.